# جاك بينات
جاك بينات (Jack Peñate) من مواليد 2 سبتمبر 1984.هو مغني و كاتب أغاني و موسيقي إنجليزي.

## روابط خارجية
- جاك بينات على موقع ميوزك برينز (الإنجليزية)
- جاك بينات على موقع أول ميوزيك (الإنجليزية)
- جاك بينات على موقع ديسكوغز (الإنجليزية)